# Aresing
Aresing – miejscowość i gmina w Niemczech, w kraju związkowym Bawaria, w rejencji Górna Bawaria, w regionie Ingolstadt, w powiecie Neuburg-Schrobenhausen. Leży około 25 km na południowy wschód od miasta Neuburg an der Donau, nad rzeką Weilach.

## Dzielnice
W skład gminy wchodzą następujące dzielnice: Aresing, Autenzell, Gütersberg, Hengthal, Neuhof, Niederdorf, Oberlauterbach, Oberweilenbach, Rettenbach i Unterweilenbach.

## Demografia
| Rok  | Liczba mieszk. |
| ---- | -------------- |
| 1970 | 1 857          |
| 1987 | 2 341          |
| 2000 | 2 773          |
| 2005 | 2 707          |

### Struktura wiekowa
Dane o ludności z 31 grudnia 2008:
| Opis                                | Ogółem | Ogółem | Kobiety | Kobiety | Mężczyźni | Mężczyźni |
| ----------------------------------- | ------ | ------ | ------- | ------- | --------- | --------- |
| Jednostka                           | osób   | %      | osób    | %       | osób      | %         |
| Populacja                           | 2676   | 100    | 1343    | 50,19   | 1333      | 49,81     |
| Wiek przedprodukcyjny (0–17 lat)    | 537    | 20,07  | 266     | 9,94    | 271       | 10,13     |
| Wiek produkcyjny (18–65 lat)        | 1720   | 64,28  | 844     | 31,54   | 876       | 32,74     |
| Wiek poprodukcyjny (powyżej 65 lat) | 419    | 15,66  | 233     | 8,71    | 186       | 6,95      |

## Polityka
Wójtem gminy jest Horst Rössler z SPD, rada gminy składa się z 14 osób.
|      | CSU | SPD | FW | Razem |
| 2008 | 5   | 4   | 5  | 14    |
| 2002 | 6   | 3   | 5  | 14    |

## Oświata
W gminie znajduje się przedszkole (100 miejsc) oraz szkoła podstawowa z częścią Hauptschule (17 nauczycieli, 237 uczniów).